# Рёммих, Дин
Дин Рёммих (Dean H. Roemmich; род. в Миннеаполисе, штат Миннесота) — американский физический океанолог, специалист по общей циркуляции океанов и роли океана в климатической системе.
Доктор философии, заслуженный профессор Калифорнийского университета в Сан-Диего, член Национальной инженерной академии США (2018).
Руководитель программы «Арго» — которую называют произведшей революцию в крупномасштабной физической океанографии, сопредседатель её международной руководящей группы и координатор этой программы в США. Отмечен Sverdrup Gold Medal (2008) и медалью Александра Агассиза НАН США (2018).
Окончил Суортмор-колледж (бакалавр физики). Затем четыре года провел в Корпусе мира, в юго-западном Тихом океане. Степень доктора философии по океанографии получил по океанографической программе в MIT и Woods Hole Oceanographic Institution. Преподавательскую деятельность начал в 1971 году. Ведущий автор Пятого оценочного доклада МГЭИК. Фелло Американского геофизического союза (2010).
Опубликовал более 90 научных работ.